# 불쌍하구나?
《불쌍하구나?》(일본어: かわいそうだね？)는 와타야 리사의 2011년작 중편소설이다. 제6회 오에 겐자부로상 수상작이다. 오에 겐자부로는 이 작품을 두고 '와타야 리사 문학에서 하나의 전기가 되는 걸작'이라고 평가하였다. 한국어판은 시공사에서 김선영 번역가의 번역으로 출간되었다.

## 수상
오에 겐자부로는 《불쌍하구나?》를 오에 겐자부로상 수상작으로 선정하면서, "젊은 사람을 대상으로 쓴 작품이지만, 나이를 초월한 설득력을 가지고 있다. 소설을 쓰는 솜씨가 정교하다. 일본의 순문학에 미래가 있다고 느꼈다"라고 평가하였다.